# دومیترو الکسه
دومیترو الکسه (انگلیسی: Dumitru Alexe؛ ۲۱ مارس ۱۹۳۵ – ۱۷ مه ۱۹۷۱) قایقران کانو اهل رومانی بود.
وی در مسابقات کشوری و بین‌المللی در مجموع برندهٔ ۳ مدال طلا، ۱ مدال نقره، ۱ مدال برنز شده‌است.